# حوزه انتخابیه هفدهم تگزاس
حوزه انتخابیه هفدهم تگزاس یک حوزه انتخابیه مجلس نمایندگان آمریکا است که در ایالت تگزاس قرار دارد.